# 明日への誓い
明日への誓い（原題：Hope Of Deliverance）は、1992年にポール・マッカートニーが発表した楽曲、及び同曲を収録したシングルである。

## 概要
アルバム『オフ・ザ・グラウンド』からのファースト・シングル。アメリカで1993年1月12日、イギリスで1992年12月28日に発売された。
イギリスではチャートで18位まで上昇したものの、アメリカでは最高83位だった。
ポールが自宅の屋根裏でギターを弾き語り制作した曲だと言われている。その後、2、3日かけてポールが農場に所有しているスタジオで、当時のバンドメンバーであったロビー・マッキントッシュと6本のアコースティックギターを使用し、レコーディングを行った。
その後、エレキギターやスパニッシュギター、オートハープ等がオーバーダブされ、最終的にパーカッションがオーバーダブされレコーディングは終了した。

## 売上
イギリスのチャートでは18位を記録。アメリカのBillboard Hot 100では83位と振るわなかったが、Billboardアダルトコンテンポラリーチャートでは9位と好調で、カナダでは5位、ドイツでは3位を獲得した。
リミックス・バージョンは、1993年1月15日に発売された。

## ライヴ演奏
ライヴでは1993年に演奏され、その19年後のコロンビア公演にてセットリストに復活した。
この曲はポール・マッカートニーの90年代以降の楽曲のうち、そのアルバムのサポートツアー以外のツアーで演奏された数少ない楽曲の一つである。

## メディアでの使用
日本テレビ系列で放送されていた『クイズ世界はSHOW by ショーバイ!!』の主題歌として使用された事がある。

## クレジット
- ポール・マッカートニー - リード・ボーカル、バッキング・ボーカル、ベース、アコースティック・ギター、エレクトリック・ギター、スパニッシュ・ギター
- リンダ・マッカートニー - バッキング・ボーカル、オートハープ
- ヘイミッシュ・スチュアート - バッキング・ボーカル
- ロビー・マッキントッシュ（英語版）- バッキング・ボーカル、エレクトリック・ギター、アコースティックギター、スパニッシュ・ギター
- ポール・ウィッケンズ（英語版） - バッキング・ボーカル、ピアノ、リンドラム（英語版）、ドラムス・プログラミング、パーカッション
- ブレア・カニンガム - バッキング・ボーカル、ドラムス、パーカッション
- デイヴィット・ジョバンニ - パーカッション
- マウリツィオ・ラヴァリコ - パーカッション

## チャート

### Weekly charts
| Chart (1993)                            | Peak position |
| --------------------------------------- | ------------- |
| オーストラリア (ARIA)                   | 29            |
| オーストリア (Ö3 Austria Top 40)        | 4             |
| ベルギー (Ultratop 50 Flanders)         | 7             |
| カナダ トップシングルス (RPM)           | 5             |
| カナダ アダルト・コンテンポラリー (RPM) | 8             |
| Denmark (IFPI)                          | 6             |
| Europe (Eurochart Hot 100)              | 8             |
| フランス (SNEP)                         | 13            |
| ドイツ (GfK Entertainment charts)       | 3             |
| Iceland (Íslenski Listinn Topp 40)      | 7             |
| アイルランド (IRMA)                     | 28            |
| Italy (Musica e dischi)                 | 2             |
| Japan (Oricon)                          | 88            |
| オランダ (Dutch Top 40)                 | 8             |
| オランダ (Single Top 100)               | 9             |
| ニュージーランド (Recorded Music NZ)    | 20            |
| ノルウェー (VG-lista)                   | 4             |
| Mexico (El Siglo de Torreón)            | 8             |
| スウェーデン (Sverigetopplistan)        | 26            |
| スイス (Schweizer Hitparade)            | 5             |
| UK シングルス (OCC)                     | 18            |
| UK Club Chart (Music Week)              | 13            |
| US Billboard Hot 100                    | 83            |
| US Adult Contemporary (Billboard)       | 9             |

### Year-end charts
| Chart (1993)                       | Position |
| ---------------------------------- | -------- |
| Belgium (Ultratop)                 | 70       |
| Canada Top Singles (RPM)           | 50       |
| Canada Adult Contemporary (RPM)    | 76       |
| Europe (Eurochart Hot 100)         | 32       |
| Germany (Official German Charts)   | 22       |
| Iceland (Íslenski Listinn Topp 40) | 60       |
| Netherlands (Dutch Top 40)         | 70       |
| Netherlands (Single Top 100)       | 71       |
| Switzerland (Schweizer Hitparade)  | 10       |

### Certifications
| 国/地域                    | 認定 | 認定/売上数 |
| -------------------------- | ---- | ----------- |
| ドイツ (BVMI)              | Gold | 250,000^    |
| ^ 認定のみに基づく出荷枚数 |      |             |